# 安德烈·狄沃夫
安德烈·丹尼爾·狄沃夫（俄語：Андрей Ди́вов，1955年7月2日—），委內瑞拉男演員。
狄沃夫在電影和電視中扮演了許多反派角色，包括販毒集團頭目、恐怖份子和組織的犯罪頭目，但他最知名的還是恐怖片《惡魔咆哮》（1997年）及其續集中飾演邪惡的惡魔／納撒尼爾·德默雷斯特（Nathaniel Demerest）。其他作品如《48小時闖天關》（1990年）、《校園英雄隊》（1991年）、《絕命悍將》（1994年）、《空軍一號》（1997年）和《魔鬼誕生》（2000年）。
狄沃夫會說九種語言：英語、俄語、西班牙語、義大利語、法語、德語、加泰羅尼亞語、葡萄牙語和瑞典語。他過去會說羅馬尼亞語，但由於沒有人能讓他說，他忘記了這門語言。他的多語言技能在影視作品中時常體現。

## 早年
安德烈·狄沃夫出生於安索阿特吉州聖多美。他的父親是俄羅斯人。他的父母曾為埃克森美孚工作，狄沃夫的外祖父是他父親的上司。狄沃夫描述自己在卡拉卡斯的童年是個內向的人，每天都會受到其他孩子的欺負和打鬧。他的第一語言是西班牙語，但他仍然住在委內瑞拉時學習了英語。
父母離異後，10歲的狄沃夫隨姊姊和母親移民到美國加利福尼亞州北部。搬到美國後，狄沃夫本應上五年級，但由於迪沃夫口音很重，校長拒絕了他。狄沃夫表示，這次經歷促使他致力學習多語言。七年級時，學校放映的一部電影《五月裡的七天》（1964年）激勵了狄沃夫。因此狄沃夫開始幻想自己成此類電影中的英雄，他想成為一名能展現動作特技的演員。
狄沃夫的母親在國務院工作，當她被調往西班牙時，他和她一起搬家。狄沃夫1973年至1977年間在滨海比拉萨尔（加泰羅尼亞）住了五年，認為自己也算是加泰羅尼亞人。而在西班牙，狄沃夫輔導英語為母語的學生，並出席巴塞隆拿，在那他完成了一個關於《坎特伯雷故事集》的語言學研究項目。他轉到美國乔治城大学，在那裡繼續學習語言和語言學，此後一直居住在美國。狄沃夫並沒有從喬治城大學畢業，而是決定請一年假來幫助他的父親在加州安頓下來退休。

## 外部連結
- Andrew Divoff在互联网电影资料库（IMDb）上的資料（英文）
- Three Marm Brewing （页面存档备份，存于）